# Mustafa Kapı
Mustafa Kapı, né le 8 août 2002 à Denizli en Turquie, est un footballeur turc qui évolue au poste de milieu relayeur à l'Adana Demirspor.

## Biographie

### Galatasaray
Mustafa Kapı commence le football à Denizlispor, club de sa ville natale, avant de poursuivre sa formation dans l'un des plus importants clubs de Turquie, le Galatasaray SK, qu'il rejoint en 2014. Il joue son premier match en professionnel à l'occasion d'une rencontre de Süper Lig le 23 décembre 2018, lors de la victoire par quatre buts à deux de son équipe face à Sivasspor en entrant jeu à la place de Sofiane Feghouli. Avec cette entrée en jeu à seulement 16 ans, il devient le plus jeune joueur de l'histoire du club à disputer un match officiel. Il devient lors de cette saison 2018-2019 Champion de Turquie avec Galatasaray, pour ce qui est le premier trophée de sa carrière.
En février 2020 le jeune joueur est suspendu par son club pour avoir refusé plusieurs propositions de prolongations de contrat et à l'été 2020 son départ semble inévitable avec ce conflit avec son club formateur, il est annoncé proche de s'engager avec le LOSC Lille le 3 août 2020.

### LOSC Lille
Le 12 septembre 2020, Mustafa Kapı s'engage officiellement avec le LOSC Lille.

### En équipe nationale
Mustafa Kapı compte treize sélections pour un but avec l'équipe de Turquie des moins de 17 ans dont il porte également à plusieurs reprises le brassard de capitaine.
De 2019 à 2020, il représente les moins de 18 ans pour un total de cinq matchs.

## Palmarès
Galatasaray SK
- Champion de Turquie en 2018-2019

## Statistiques
| Saison                | Club                  | Championnat           | Championnat | Championnat | Championnat | Coupe(s) nationale(s) | Coupe(s) nationale(s) | Coupe(s) nationale(s) | Supercoupe | Supercoupe | Supercoupe | Compétition(s) continentale(s) | Compétition(s) continentale(s) | Compétition(s) continentale(s) | Compétition(s) continentale(s) | Total | Total | Total |
| Saison                | Club                  | Division              | M.          | B.          | P.d.        | M.                    | B.                    | P.d.                  | M.         | B.         | P.d.       | Comp.                          | M.                             | B.                             | P.d.                           | M.    | B.    | P.d.  |
| 2018-2019             | Galatasaray SK        | Süper Lig             | 1           | 0           | 0           | -                     | -                     | -                     | -          | -          | -          | -                              | -                              | -                              | -                              | 1     | 0     | 0     |
| Sous-total            | Sous-total            | Sous-total            | 1           | 0           | 0           | -                     | -                     | -                     | -          | -          | -          | -                              | -                              | -                              | -                              | 1     | 0     | 0     |
| 2020-2021             | LOSC Lille            | Ligue 1               | -           | -           | -           | -                     | -                     | -                     | -          | -          | -          | -                              | -                              | -                              | -                              | 0     | 0     | 0     |
| Total sur la carrière | Total sur la carrière | Total sur la carrière | 1           | 0           | 0           | -                     | -                     | -                     | -          | -          | -          | -                              | -                              | -                              | -                              | 1     | 0     | 0     |